# 안토시아닌

안토시아닌의 구조

안토시아닌(영어: anthocyanin)은 꽃이나 과실 등에 주로 포함되어 있는 색소를 말한다. 수소 이온 농도에 따라 빨간색, 보라색, 파란색 등을 띤다. 안토시아닌은 항산화제(antioxidant)로서의 가치가 있으며, 항산화 물질 가운데서도 가장 탁월한 효과를 내는 것으로 주목받고 있다.

## 기능

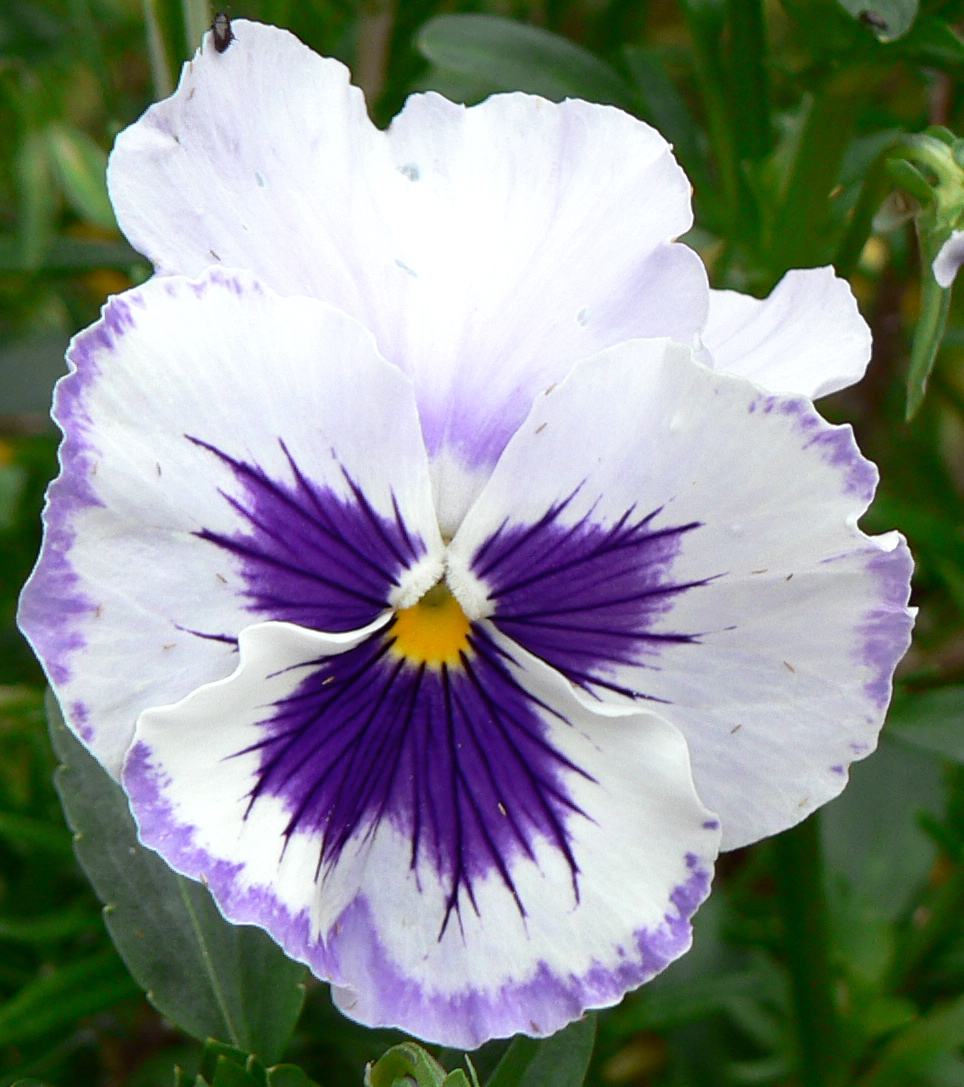
꽃잎에 작용한 안토시아닌. 팬지

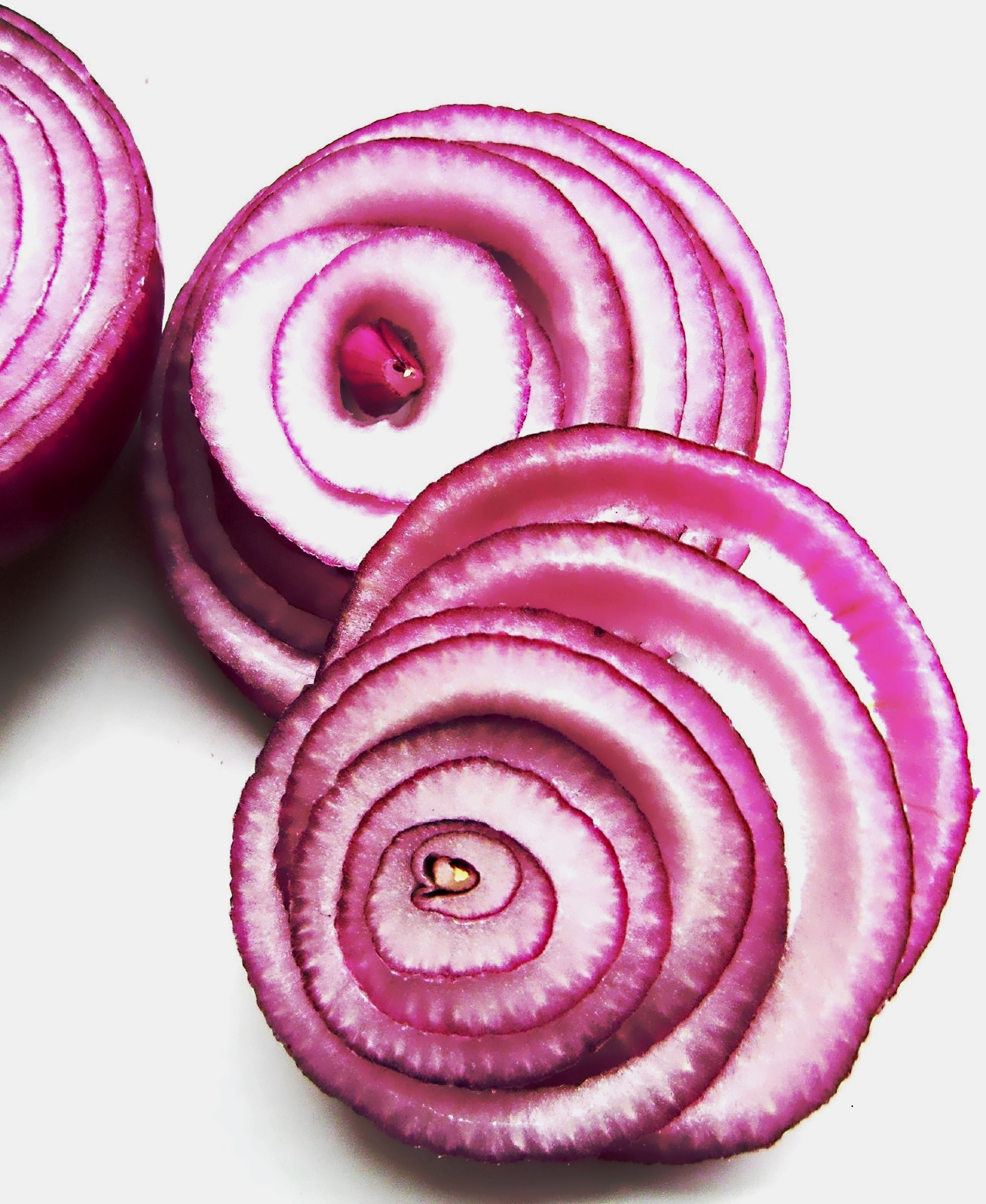
안토시아닌이 들어있는 적양파

고등식물의 잎, 줄기, 뿌리, 꽃, 과일 등 어느 조직에나 생기는 수용성물질로 주로 과일과 꽃에 많다. 플라보노이드(flavonoids)계 물질로 냄새와 맛이 거의 없다.
안토시아닌은 식물의 각 위치에서 각각 다른 역할을 한다. 열매에서는 동물을 유인하는 색으로서 역할을 하며, 그 동물을 이용해 식물의 씨앗을 퍼트리게 해준다. 꽃에서도 색으로의 역할을 하며 곤충을 유인해 꽃가루를 옮기게 만든다. 잎에서는 강한 자외선을 막아주는 역할을 한다. 식물세포 속에 생기는 활성산소(reactive oxygen species)를 없애는 항산화제(抗酸化劑, antioxidants)로도 작용한다. 단풍잎의 색이 변하는 현상도 일부 안토시아닌의 작용에 의해서이다.

## 안토시아닌의 발생
| 식물 원천        | 100g 당 안토시아닌 함량 mg |
| ---------------- | -------------------------- |
| 아사이베리       | 320                        |
| 블랙커런트       | 190–270                    |
| 아로니아         | 1,480                      |
| 가지             | 750                        |
| 블러드오렌지     | ~200                       |
| 매리언 블랙베리  | 317                        |
| 검은 산딸기      | 589                        |
| 라즈베리         | 365                        |
| 야생 블루베리    | 558                        |
| 버찌             | 122                        |
| 퀸 가넷 자두     | 277                        |
| 레드커런트       | 80–420                     |
| 보라색 옥수수    | 1,642                      |
| 보라색 옥수수 잎 | 열매의 10.2배 이상         |
| 콩코드 포도      | 326                        |
| 노턴 포도        | 888                        |

이외에도 보라색 색소를 보여주는 적양배추, 적상추, 흑미 등이 있다.

## 같이 보기
- 카로티노이드
- 락투카리움
- 쿠마린
- 블루베리
- 블랙베리